# فلورین برنگر
فلورین برنگر (انگلیسی: Florin Berenguer؛ زادهٔ ۱ آوریل ۱۹۸۹) بازیکن فوتبال اهل فرانسه است.
از باشگاه‌هایی که در آن بازی کرده‌است می‌توان به باشگاه فوتبال دیژون و باشگاه فوتبال سوشو اشاره کرد.